# Rosa mikawamontana
Rosa mikawamontana är en rosväxtart som beskrevs av Mikanagi och H.Ohba. Rosa mikawamontana ingår i släktet rosor, och familjen rosväxter. Inga underarter finns listade i Catalogue of Life.